# 함양초등학교
함양초등학교는 대한민국 경상남도 함양군 함양읍 운림리에 있는 공립 초등학교이다.

## 학교 연혁
- 1911년 6월 1일 함양공립보통학교(4년제) 개교(설립인가 5월 6일)
- 1921년 4월 1일 6년제 연장
- 1938년 4월 1일 위성공립심상소학교로 개칭[1]
- 1941년 4월 1일 위성공립국민학교로 개칭[2]
- 1945년 9월 24일 함양국민학교로 개칭
- 1968년 3월 1일 위성국민학교 분리 이관
- 1981년 3월 30일 병설유치원 개원
- 1996년 3월 1일 함양초등학교로 개칭[3]
- 1999년 9월 1일 석복초등학교 본교 통합
- 2022년 2월 9일 제108회 졸업식(75명 졸업, 총 졸업생 수 17,751명)
- 2023년 2월 10일 제109회 졸업식(87명 졸업, 총 졸업생 수 17,838명)
- 2023년 3월 1일 제24대 서춘래 교장 부임

## 학교 상징
- 교화 - 철쭉 : 철쭉은 온대성의 상록관목으로 품종에 따라 다르나 높이는 대략 2~3미터이며 잎은 어긋나고 깃 모양이다. 햇빛을 좋아하며 4~5월에 여러 가지 색상의 꽃이 피어 많은 사람들에게 사랑받는 관상 꽃나무이다. 아름다움과 열정을 상징하는 철쭉처럼 고운 마음씨와 개성을 갖춘 튼튼한 어린이가 되기를 바라는 마음이 담겨 있다.
- 교목 - 느티나무 : 전국 방방곡곡의 마을마다 우람하게 자라고 있는 느티나무는 크고 시원한 그늘을 만들어 주어 지역민의 휴식처 및 대화의 터를 제공해 준다. 특히 본교에는 수령 600년의 천연기념물 제 407호로 지정된 학사루 느티나무가 있어 더욱 아름답다. 느티나무처럼 큰 꿈을 안고 크게 자라서 나라를 위하고 여러 사람에게 도움을 주는 인재가 되라는 바램을 담고 있다.
- 캐릭터 - 다볕이 : 다볕은 함양의 순 우리말로 우리 학교의 느티나무가 선비의 고장 후손임을 상징하는 갓을 쓰고 밝은 꿈을 가꾸는 어린이로 형상화 하였다. 학교의 오랜 역사와 전통을 뿌리로, 넉넉함과 여유로움을 녹색의 나무로 표현하여 희망을 상징하는 빛을 받을 수 있도록 배치하였다. 커다란 둥지와 넉넉한 그늘처럼 오랜 역사와 전통을 이어받아 큰 꿈을 안고 미래의 주인공으로 자라기를 희망하는 염원을 담고 있다.

## 참고 자료
- 함양초등학교 - 한국교육학술정보원 학교알리미